# St. Martin (Misisipi)
St. Martin es un lugar designado por el censo del Condado de Jackson, Misisipi, Estados Unidos. Según el censo de 2000 tenía una población de 6.676 habitantes y una densidad de población de 589.8 hab/km².

## Demografía
Según el censo de 2000, había 6.676 personas, 2.387 hogares y 1.833 familias residiendo en la localidad. La densidad de población era de 589,8 hab./km². Había 2.534 viviendas con una densidad media de 223,9 viviendas/km². El 82,70% de los habitantes eran blancos, el 7,94% afroamericanos, el 0,52% amerindios, el 6,95% asiáticos, el 0,07% isleños del Pacífico, el 0,42% de otras razas y el 1,39% pertenecía a dos o más razas. El 1,92% de la población eran hispanos o latinos de cualquier raza.
Según el censo, de los 2.387 hogares en el 36,5% había menores de 18 años, el 56,6% pertenecía a parejas casadas, el 14,7% tenía a una mujer como cabeza de familia y el 23,2% no eran familias. El 18,6% de los hogares estaba compuesto por un único individuo y el 7,5% pertenecía a alguien mayor de 65 años viviendo solo. El tamaño promedio de los hogares era de 2,80 personas y el de las familias de 3,17.
La población estaba distribuida en un 27,3% de habitantes menores de 18 años, un 8,7% entre 18 y 24 años, un 29,7% de 25 a 44, un 23,8% de 45 a 64 y un 10,5% de 65 años o mayores. La media de edad era 36 años. Por cada 100 mujeres había 96,6 hombres. Por cada 100 mujeres de 18 años o más, había 94,1 hombres.
Los ingresos medios por hogar en la localidad eran de 41.167 dólares ($) y los ingresos medios por familia eran 46.559 $. Los hombres tenían unos ingresos medios de 31.213 $ frente a los 22.958 $ para las mujeres. La renta per cápita para la ciudad era de 16.439 $. El 10,7% de la población y el 7,1% de las familias estaban por debajo del umbral de pobreza. El 14,0% de los menores de 18 años y el 20,7% de los habitantes de 65 años o más vivían por debajo del umbral de pobreza.

## Geografía
Según la Oficina del Censo de los Estados Unidos, St. Martin tiene un área total de 13,5 km² de los cuales 11,3 km² corresponden a tierra firme y 2,2 km² a agua. El porcentaje total de superficie con agua es 16,44%.